# Ansonia platysoma
Az Ansonia platysoma a kétéltűek (Amphibia) osztályának a békák (Anura) rendjébe és a varangyfélék (Bufonidae) családjába tartozó faj. Malajziában írták le és talán előfordul Bruneiben is. Élőhelye a trópusi, szubtrópusi esőerdők és folyók. A Kinabalu Nemzeti Parkban és Gunung Mulu Nemzeti Parkban találhatók példányok. Kinabaluban 600-tól 750 méter tszf.-ig írták le, de 750 és 1600 méter között is találtak példányokat. A faj veszélyben van a fairtás miatt.